# Finoculodes omnifera
Finoculodes omnifera är en kräftdjursart som beskrevs av J. L. Barnard 1971. Finoculodes omnifera ingår i släktet Finoculodes och familjen Oedicerotidae. Inga underarter finns listade i Catalogue of Life.